# Riff Raff (rappeur)
Riff Raff, stylisé en RiFF RAFF, de son vrai nom Horst Christian Simco, né le 29 janvier 1982 à Houston, au Texas, est un rappeur américain. Il est à l'origine managé par OG Ron C, cofondateur du label Swishahouse. Après sa signature au label S.O.D. Money Gang Inc. de Soulja Boy, Riff Raff quitte le label et se joint à Mad Decent de Diplo. Il est un ancien membre du groupe Three Loco aux côtés de Andy Milonakis et Dirt Nasty. Son premier album, Neon Icon, est publié le 24 juin 2014 au label Mad Decent.

## Biographie

### Jeunesse
Horst Christian Simco est né le 29 janvier 1982 à Houston, dans l'État américain du Texas. Ses parents appartiennent à la classe moyenne, son père Ronald est policier et sa mère Anita travaille comme femme de ménage. La famille Simco est d'origine juive allemande et lituanienne, Horst est le troisième d'une fratrie de quatre enfants. Il grandit dans un pavillon de Copperfield, une localité située à 40 km au nord-ouest de Houston et se passionne pour le basket-ball. Au milieu des années 1990, la famille emménage à Stone Creek, un quartier situé à l'ouest de Houston. Après la séparation de ses parents, il rejoint son père, qui s'est installé à Duluth dans le Minnesota. À partir de 2001, il est scolarisé dans un collège communautaire (community college) situé à Hibbing. Il choisit les arts libéraux comme matière principale et intègre l'équipe de basket du collège. Il abandonne les études avant d'avoir obtenu son diplôme et retourne à Houston en 2003,.
Ne trouvant pas d'emploi, il subsiste en effectuant des petits boulots, tout en enviant le train de vie des rappeurs du label indépendant Swisha House. Aux alentours de 2005, il commence à arborer un look inspiré des artistes des quartiers nord de la ville, avec notamment tresses et bijoux, et à fréquenter le milieu hip-hop. Il écrit et enregistre des paroles sur des instrumentaux et vend ses CD artisanaux dans les centres commerciaux. Il ouvre une page Myspace et poste des vidéos sur YouTube afin d'augmenter sa notoriété,. Malgré l'intérêt d'OG Ron C, l'un des cofondateurs de Swisha House, qui devient son manager en 2008, Riff Raff n'est pas pris au sérieux et n'arrive pas à se faire un nom sur la scène rap de Houston,.

### Débuts (2008–2012)
Riff Raff cherche à apparaître à la télévision et prend part à des auditions. Sa participation à la seconde saison de l'émission de téléréalité From G's to Gents (en), diffusée en 2009 sur MTV, le fait connaître du public. Riff Raff s'installe à Los Angeles et réalise plusieurs mixtapes. Il collabore notamment avec Action Bronson, Chief Keef et Lil B,. En juin 2012, il est signé par le label Mad Decent du producteur Diplo. L'année suivante, il entreprend une tournée des clubs et interprète des titres de son album Neon Icon, dont la sortie est prévue en janvier 2014,.
Riff Raff fait partie du groupe satirique Three Loco (en), formé avec le vidéo-jockey Simon Rex (Dirt Nasty) et le comédien Andy Milonakis (en). Leur premier EP 8-titres est édité en novembre 2012 par Mad Decent.
Au début de 2012, il publie les clips de ses chansons Larry Bird, Time, et Cuz My Gear. En avril 2012, Riff Raff annonce un album collaboratif avec Diplo intitulé Jody Highroller avec la participation confirmée de Skrillex, Usher, Soulja Boy, Gucci Mane, Mystikal et Rusko. En juin 2012, Riff Raff publie la mixtape Summer of Surf.

### Neon Icon(2013–2014)
Après la publication de sa mixtape Hologram Panda aux côtés du producteur Dame Grease, Riff Raff annonce à MTV News la publication de son second album chez Mad Decent, Riff Raff, The Neon Icon, plus tard abrégé pour Neon Icon. En février 2013, il annonce au magazine Complex la publication de son album à la fin de 2013.
Le 25 juin 2013, il publie un single intitulé Dolce and Gabbana, produit par DJ Carnage, premier single extrait de son album Neon Icon ; deux jours plus tard, cependant, il annonce que la chanson ne sera pas présente sur l'album,,. Il participe au single du Far East Movement, The Illest à cette période. Puis le 12 juillet 2013, il publie un autre single, Mr. Popular, accompagné de sa vidéo quatre jours plus tard,. En août 2013, Riff Raff annonce un album collaboratif aux côtés d'Action Bronson intitulé Galaxy Gladiators en 2014.
Le 26 novembre 2013, il publie le premier single officiel extrait de Neon Icon intitulé How To Be the Man, produit par DJ Mustard. Ce même mois, Riff Raff annonce au magazine Rolling Stone la publication de nombreux singles hors album. Ils incluent notamment Real Boyz produit par Boi-1da, Suckas Askin' Questions avec Lil Debbie, et Shoulda Won a Grammy avec Action Bronson. En mars 2014, avant la publication de l'album, Rolling Stone l'inclut dans sa liste des « 27 albums à ne pas rater ». Le 20 mai 2014, Riff Raff annonce sur Twitter un report de date pour son album, reconuit pour le 24 juin 2014. Le même jour, il révèle la liste des titres, qui fait participer Mac Miller, Childish Gambino, Paul Wall, Mike Posner, Amber Coffman des Dirty Projectors, et Slim Thug.

### Peach Panther(depuis 2015)
Riff Raff annonce son intention de publier son nouvel album Peach Panther le 1er juin 2015. Le premier single, Spazz Out produit par Travis Barker est publié pendant ce temps. Il publie ensuite un EP intitulé Trench Coat Towers au début de novembre 2015. Il reporte la date de sortie de Peach Panter pour 2016.

## Personnalité
Riff Raff propage des contrevérités sur son passé, notamment au sujet de ses parents. Jusqu'en 2013, lorsque l'intérêt des médias s'est accru, son nom de naissance et son âge n'étaient pas clairement établis,,. La même année, il menace de poursuivre la société ayant produit le film Spring Breakers réalisé par Harmony Korine, estimant que Alien, interprété par James Franco, s'inspire largement de lui. L'acteur déclare que son personnage est basé sur le rappeur floridien Dangeruss, alors que le réalisateur estime que Riff Raff doit sa notoriété au film,.
Riff Raff est connu pour son apparence extravagante et ses tatouages, qui représentent les logos des chaînes de télévision MTV et BET, ainsi que celui de la NBA,. Le site Gawker affirme qu'il est « la personne au succès le plus "viral" dans le milieu de la musique » (« the most viral human being in music. »).

## Style musical et influences
Horst Simco découvre le rap durant son enfance, au début des années 1990, par l'intermédiaire de Vanilla Ice. Dès ses débuts, le style de Riff Raff contient des éléments humoristiques. Il est influencé par les rappeurs de Houston, dont Devin the Dude et Paul Wall. Riff Raff, qui aimerait enregistrer avec Justin Bieber, évalue les artistes en fonction de leur réussite plutôt que sur leur mérite artistique. Il se soucie peu des frontières entre les différents styles musicaux et de la notion d'authenticité.
Ses paroles font fréquemment référence à la culture populaire,, sont souvent jugées incompréhensibles.

## Discographie

### Albums studio
- 2012 : The Golden Alien
- 2014 : Neon Icon
- 2016 : Peach Panther
- 2016 : Alcoholic Alligator
- 2018 : Pink Python
- 2019 : Cranberry Vampire